# Старокиевское городище

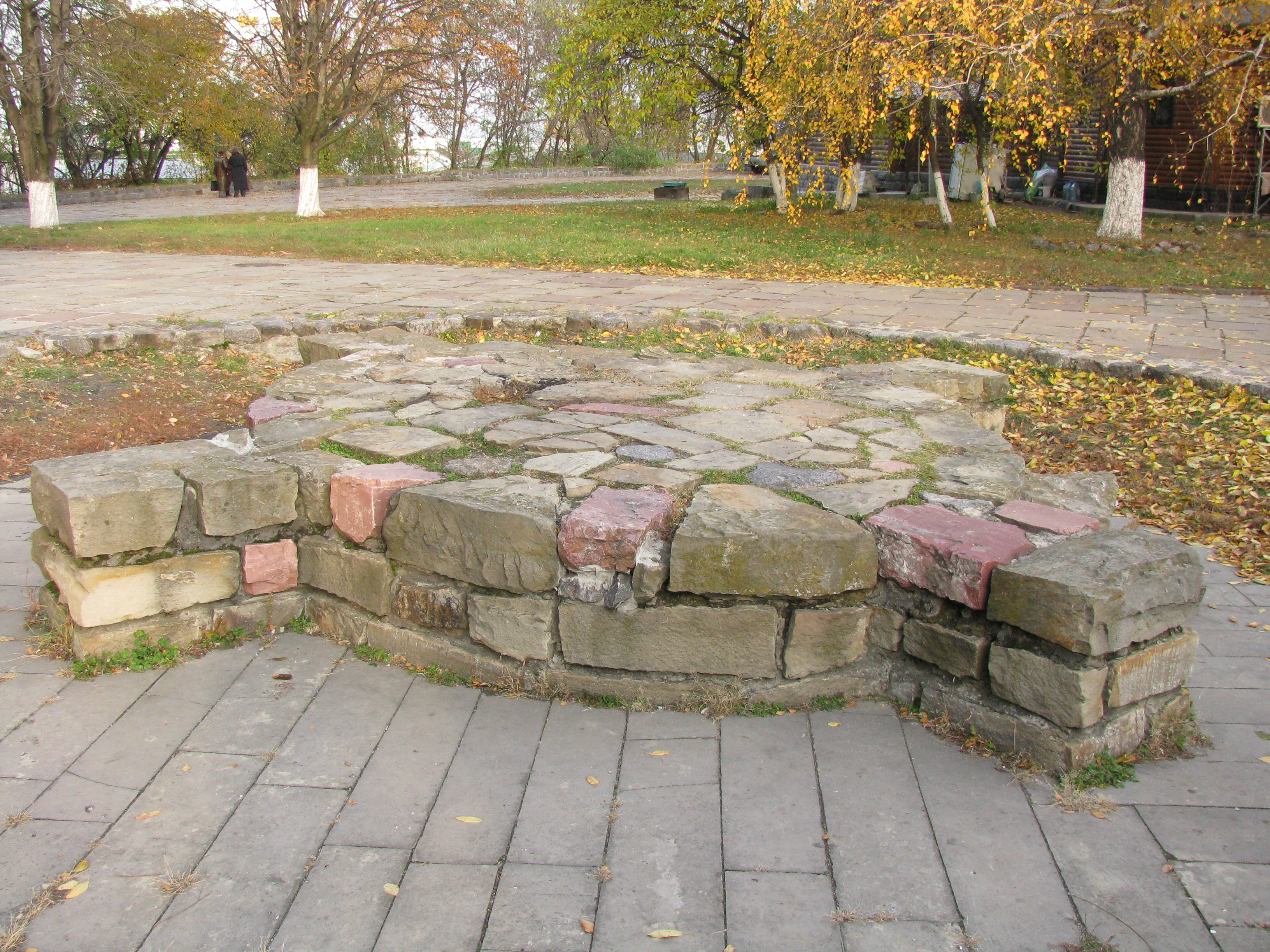
Фундамент неизвестного сооружения XII века (так называемое «языческое капище» на Старокиевской горе)

Старокиевское городище — древнее укрепление в северной части Старокиевской горы, относящееся к роменской культуре и датированное периодом рубежа IX—X веков — серединой X века. Поскольку «Повесть временных лет» связывает его с полянским князем Кием, который с братьями Щеком, Хоривом и сестрой Лыбедью по легенде основал здесь город, городище обрело дискуссионное название «Городок Кия».

## История открытия
Древнейшее укрепление Киева было случайно открыто в 1909—1910 годах архитектором Д. В. Милеевым при обследовании развалин Десятинной церкви, когда за 4,5 м от неё был обнаружен ров шириной 4 м и глубиной 6—7 м. Подлинное предназначение находки выяснили раскопки под руководством Ф. Н. Молчановского и М. К. Каргера в 1930-х годах.

## Границы и территория
Укрепление было обнесено земляным валом и рвом, которые пролегали от северо-восточной оконечности Старокиевской горы и шли на юг, дальше поворачивали на юго-запад, пересекали всю вершину горы и заканчивались над Гончарный оврагом. Территория «городка Кия» составляла около 2 га. Валы города имели в своей основе деревянные конструкции и до наших дней не сохранились. В княжение Владимира Святославича, который расширил пределы города, построив так называемый город Владимира, древний вал городища, курганы и насыпи по большей части снесли, а ров засыпали.
В центральной части укрепления В. В. Хвойкой раскопано жилище VII—VIII веков с лепной керамикой, имеющей много общего с ранними керамическими комплексами из Плеснеска и других поселений Поднепровья и Побужья. У подножия лестницы к нынешнему Национальному музею истории Украины В. Хвойка обнаружил объект из камней, который посчитал остатками языческого капища. Однако, сам состав камней «капища» аналогичен материалу фундамента Десятинной церкви, включая красный кварцит из района Овруча, а слой, на котором уложена вымостка, включал обломки тонкостенной гончарной посуды не ранее второй половины X века. А так называемый «жертвенник» и нетронутый слой над «капищем» — материалы XI—XII веков. Поселение VII—VIII веков по уровню социально-экономического развития по сравнению с синхронным Пастырским городищем было рядовым и не могло быть «племенным центром», более того, оно не имеет генетической преемственности с Киевом X века.